# Maurizio Donadoni
Maurizio Donadoni (Bergamo, 7 gennaio 1958) è un attore italiano.

## Biografia
Maurizio Donadoni è un attore teatrale, cinematografico e televisivo. Dopo gli studi al conservatorio esordisce a teatro nel 1982, interpretando, accanto a Ottavia Piccolo, l'opera di Shakespeare Come vi piace. Seguono, a breve distanza, l'Amleto, il Troilo e Cressida e I masnadieri. Nel 1983 esordisce al cinema con Storia di Piera per la regia di Marco Ferreri.
A partire dal 2021 fa parte del cast della fortunata fiction poliziesca Rai 1, Le indagini di Lolita Lobosco, nel ruolo di Trifone, l'amichevole fruttivendolo di quartiere.

## Filmografia

### Cinema
- Malamore, regia di Eriprando Visconti (1982)
- Storia di Piera, regia di Marco Ferreri (1983)
- Chewingum, regia di Biagio Proietti (1984)
- Anche lei fumava il sigaro, regia di Alessandro Di Robilant (1985)
- Il futuro è donna, regia di Marco Ferreri (1985)
- Prima del futuro, regia di Ettore Pasculli, Fabrizio Caleffi e Gabriella Rosaleva (1985)
- Il caso Moro, regia di Giuseppe Ferrara (1986)
- La coda del diavolo, regia di Giorgio Treves (1986)
- I Love You, regia di Marco Ferreri (1986)
- Remake, regia di Ansano Giannarelli (1987)
- Caramelle da uno sconosciuto, regia di Franco Ferrini (1987)
- Il volpone, regia di Maurizio Ponzi (1988)
- Qualcuno in ascolto, regia di Faliero Rosati (1988)
- La bugiarda, regia di Giuseppe Patroni Griffi (1989)
- Una vita scellerata, regia di Giacomo Battiato (1990)
- Evelina e i suoi figli, regia di Livia Giampalmo (1990)
- Riflessi in un cielo scuro, regia di Salvatore Maira (1991)
- Tutti gli uomini di Sara, regia di Gianpaolo Tescari (1992)
- 18.000 giorni fa, regia di Gabriella Gabrielli (1993)
- Tentazioni metropolitane, regia di Gianna Maria Garbelli (1993)
- Ultimo confine, regia di Ettore Pasculli (1994)
- Nulla ci può fermare, regia di Antonello Grimaldi (1995)
- Il cielo è sempre più blu, regia di Antonello Grimaldi (1996)
- Testimone a rischio, regia di Pasquale Pozzessere (1997)
- Gialloparma, regia di Alberto Bevilacqua (1999)
- L'ora di religione, regia di Marco Bellocchio (2002)
- Il bacio dell'orso, regia di Sergej Bodrov (2002)
- Signora, regia di Francesco Laudadio (2004)
- Ecuba - il film, regia di Giuliana Berlinguer e Irene Papas (2004)
- Mare nero, regia di Roberta Torre (2005)
- Fuoco su di me, regia di Lamberto Lambertini (2006)
- Il regista di matrimoni, regia di Marco Bellocchio (2006)
- Sanguepazzo, regia di Marco Tullio Giordana (2008)
- La solitudine dei numeri primi, regia di Saverio Costanzo (2010)
- Una vita tranquilla, regia di Claudio Cupellini (2010)
- Cose dell'altro mondo, regia di Francesco Patierno (2011)
- E la chiamano estate, regia di Paolo Franchi (2012)
- Amo la tempesta, regia di Maurizio Losi (2016)
- Martin Eden, regia di Pietro Marcello (2019)
- La terra dei figli, regia di Claudio Cupellini (2021)
- Carla, regia di Emanuele Imbucci (2021)
- L'ombra di Caravaggio, regia di Michele Placido (2022)
- Perfetta illusione, regia di Pappi Corsicato (2022)
- Cento domeniche, regia di Antonio Albanese (2023)
- Volare, regia di Margherita Buy (2023)
- Ennio Doris - C'è anche domani, regia di Giacomo Campiotti (2024)

### Televisione
- Poco a poco, regia di Alberto Sironi – miniserie TV (1980)
- Notti e nebbie – serie TV (1984)
- Assicurazione sulla morte, regia di Carlo Lizzani – film TV (1987)
- Un bambino di nome Gesù – serie TV (1989)
- Doris una diva del regime – serie TV (1991)
- Il commissario Corso – serie TV (1991)
- L'ispettore anticrimine, regia di Paolo Fondato – miniserie TV (1993)
- La piovra 9 - Il patto – serie TV (1998)
- Lui e lei – serie TV, episodio 2x02 (1999)
- Pinocchio, regia di Alberto Sironi – miniserie TV (2009)
- Il commissario Montalbano – serie TV, episodio Le ali della sfinge (2008)
- Caravaggio, regia di Angelo Longoni – miniserie TV (2008)
- Braccialetti rossi – serie TV (2016)
- Non uccidere – serie TV, episodio 2x13 (2018)
- Rita Levi Montalcini, regia di Alberto Negrin – film TV (2020)
- Le indagini di Lolita Lobosco – serie TV (2021-2024)
- La sposa, regia di Giacomo Campiotti – miniserie TV (2022)
- Fedeltà – serie TV, 3 episodi (2022)
- Petra – serie TV, episodio 2x02 (2022)
- La lunga notte - La caduta del Duce – serie TV, episodio 1 (2024)
- Mameli - Il ragazzo che sognò l'Italia, regia di Luca Lucini e Ago Panini – miniserie TV (2024)
- Giovannino Guareschi - Non muoio neanche se mi ammazzano, regia di Andrea Porporati – film TV (2025)
- Le onde del passato – serie TV, 7 episodi (2025)

## Teatro
- I dialoghi delle Carmelitane di Francis Poulenc, regia di Luca Ronconi, Teatro Storchi, Modena, stagione 1987-1988[2]
- Enrico IV, di Luigi Pirandello, regia di Andrea Battistini, Teatro Santa Chiara di Brescia (2009)
- Precarie età, regia di Cristina Pezzoli (2010-2011)
- Edipo re, di Sofocle, regia di Daniele Salvo, Siracusa (2013)
- Dipartita finale, testo e regia di Franco Branciaroli, Centro Teatrale Bresciano (2015)
- Otello di William Shakespeare, regia di Marco Carniti (2015)
- Me Dea, variazione sul mito, di Maurizio Donadoni (2015)
- Play Strindberg, regia di Franco Però, con Maria Paiato e Franco Castellano (2016)
- La cena delle belve, regia di Julien Sibre e Virginia Acqa, con Marianella Bargilli, Francesco Bonomo, Ralph Palka, Gianluca Ramazzotti, Emanuele Salce e Silvia Siravo (2017)
- Vetri rotti, di Arthur Miller, regia di Armando Pugliese, con Elena Sofia Ricci, David Coco e Gianmarco Tognazzi (2018)
- Il dio di Roserio, di Giovanni Testori, regia di Maurizio Donadoni (2022)
- Matteotti Medley, di Maurizio Donadoni, regia di Paolo Bignamini, produzione Teatro De Gli incammicnati/de Sidera (2022)